# Jens-Peter Heuer
Jens-Peter Heuer (* 10. Juni 1955 in Ost-Berlin) ist ein deutscher politischer Beamter (Die Linke). Er war von 2008 bis 2011 Staatssekretär in der Berliner Senatsverwaltung für Wirtschaft, Technologie und Frauen.

## Leben und Beruf
Nach dem 1973 in Halle abgelegten Abitur studierte Heuer Philosophie in Rostow am Don in der damaligen UdSSR. 1978 kehrte er in die DDR zurück und wurde Assistent der Betriebsleitung des VEB Kali-Chemie in Berlin-Treptow. Ab 1982 absolvierte Heuer seine Aspirantur an der Akademie für Gesellschaftswissenschaften, 1986 schloss er seine Promotion zum Dr. phil. ab. Bis November 1989 arbeitete er als Parteisekretär im VEB Kombinat Lacke und Farben in Treptow.
Nach seiner Tätigkeit als Kreisvorsitzender in Berlin-Treptow wurde Heuer Mitarbeiter der PDS-Fraktion im Berliner Abgeordnetenhaus und war dort für Haushaltsangelegenheiten verantwortlich. Ab 1996 übernahm er politische Ämter als Bezirksstadtrat und später Staatssekretär.
Er ist verheiratet.

## Politik
Heuer trat 1975 in die Sozialistische Einheitspartei Deutschlands (SED) ein. Später gehörte er der Nachfolgepartei PDS an, inzwischen ist er Mitglied der Partei Die Linke. Innerhalb der Partei übernahm er verschiedene Führungspositionen, so war er von Dezember 1989 bis Februar 1991 Kreisvorsitzender in Berlin-Treptow.
Von 1990 bis 1996 war Heuer Mitglied der Bezirksverordnetenversammlung von Berlin-Treptow und führte dort zeitweise die PDS-Fraktion. Von 1996 bis 2000 war er stellvertretender Bezirksbürgermeister und Stadtrat für Finanzen und Wirtschaft im Bezirksamt Mitte von Berlin. Im Bezirksamt des fusionierten Bezirks Mitte leitete er im Anschluss bis zu seiner Ernennung zum Staatssekretär den Bereich Jugend und Finanzen.
Ab dem 15. Januar 2008 war Heuer als Nachfolger von Volkmar Strauch Staatssekretär in der von Harald Wolf geführten Senatsverwaltung für Wirtschaft, Technologie und Frauen. Nach dem auf die Abgeordnetenhauswahl 2011 folgenden Regierungswechsel wurde Heuer am 20. Dezember 2011 in den einstweiligen Ruhestand versetzt.